# Encsi Fumiko
Encsi Fumiko (円地文子; Hepburn: Fumiko Enchi; Tokió, 1905. október 2. – Tokió, 1986. november 12.) japán próza- és drámaírónő, műfordító.

## Élete
Eredeti neve Ueda Fumi, apja a neves filológus Ueda Kazutosi volt, így már gyermekkorában magába szívhatta a klasszikusok szeretetét. A tokiói Aszakuszában született, gyermekkori betegségei miatt magántanárok tanították angolra, franciára, nagyanyja pedig a Gendzsi szerelmeivel és a kabuki meg a bunraku világával ismertette meg. 1930-ban ment férjhez Encsi Josimacu újságíróhoz. 1945-ben minden tulajdonukkal egyetemben leégett a házuk az amerikai bombatámadások következtében. 1969-ben Tanizaki-díjjal, 1985-ben a Kultúra-érdemrenddel tüntették ki (amelyet az uralkodó mindig személyesen ad át). 1986-ban szívrohamban hunyt el.

## Művészete
Az 1920-as évek második felében több színdarabot írt a proletárokról. Az 1940-es évek második felétől regényekben és elbeszélésekben térképezte fel a női lelket és szexualitást: „Himodzsii cukihi” (1953, „Az éhezés napjai”), Jó (1956, „Álarcok”), Onnazaka (1957, „A női ösvény”, elnyerte a Noma-díjat). Más művei a régi Japánt idézik: Namamiko monogatari (1961, „Namamiko története”).
Ő is azon jelentős 20. századi japán írók közé tartozik (Joszano Akikóval és Tanizaki Dzsunicsiróval együtt), akik modern japán nyelvre fordították a klasszikus japán szövegű Gendzsi szerelmei-t. Encsi változata 1972–73-ban jelent meg.